# Selección de fútbol sub-17 de Níger
La Selección de fútbol sub-17 de Níger es el equipo que representa al país en el Mundial Sub-17 y en el Campeonato Africano Sub-17; y es controlado por la Federación Nigerina de Fútbol.

## Participaciones

### Mundial Sub-17
| Año                         | Fase              | Posición          | PJ                | PG                | PE                | PP                | GF                | GC                |
| --------------------------- | ----------------- | ----------------- | ----------------- | ----------------- | ----------------- | ----------------- | ----------------- | ----------------- |
| China 1985                  | Sin participacion | Sin participacion | Sin participacion | Sin participacion | Sin participacion | Sin participacion | Sin participacion | Sin participacion |
| Canadá 1987                 | Sin participacion | Sin participacion | Sin participacion | Sin participacion | Sin participacion | Sin participacion | Sin participacion | Sin participacion |
| Escocia 1989                | Sin participacion | Sin participacion | Sin participacion | Sin participacion | Sin participacion | Sin participacion | Sin participacion | Sin participacion |
| Italia 1991                 | Sin participacion | Sin participacion | Sin participacion | Sin participacion | Sin participacion | Sin participacion | Sin participacion | Sin participacion |
| Japón 1993                  | Sin participacion | Sin participacion | Sin participacion | Sin participacion | Sin participacion | Sin participacion | Sin participacion | Sin participacion |
| Ecuador 1995                | Sin participacion | Sin participacion | Sin participacion | Sin participacion | Sin participacion | Sin participacion | Sin participacion | Sin participacion |
| Egipto 1997                 | Sin participacion | Sin participacion | Sin participacion | Sin participacion | Sin participacion | Sin participacion | Sin participacion | Sin participacion |
| Nueva Zelanda 1999          | Sin participacion | Sin participacion | Sin participacion | Sin participacion | Sin participacion | Sin participacion | Sin participacion | Sin participacion |
| Trinidad y Tobago 2001      | Sin participacion | Sin participacion | Sin participacion | Sin participacion | Sin participacion | Sin participacion | Sin participacion | Sin participacion |
| Finlandia 2003              | Se retiró         | Se retiró         | Se retiró         | Se retiró         | Se retiró         | Se retiró         | Se retiró         | Se retiró         |
| Perú 2005                   | Sin participacion | Sin participacion | Sin participacion | Sin participacion | Sin participacion | Sin participacion | Sin participacion | Sin participacion |
| Corea del Sur 2007          | Sin participacion | Sin participacion | Sin participacion | Sin participacion | Sin participacion | Sin participacion | Sin participacion | Sin participacion |
| Nigeria 2009                | Descalificado     | Descalificado     | Descalificado     | Descalificado     | Descalificado     | Descalificado     | Descalificado     | Descalificado     |
| México 2011                 | No clasificó      | No clasificó      | No clasificó      | No clasificó      | No clasificó      | No clasificó      | No clasificó      | No clasificó      |
| Emiratos Árabes Unidos 2013 | No clasificó      | No clasificó      | No clasificó      | No clasificó      | No clasificó      | No clasificó      | No clasificó      | No clasificó      |
| Chile 2015                  | No clasificó      | No clasificó      | No clasificó      | No clasificó      | No clasificó      | No clasificó      | No clasificó      | No clasificó      |
| India 2017                  | Octavos de final  | 15°               | 4                 | 1                 | 0                 | 3                 | 1                 | 8                 |
| Brasil 2019                 | No clasificó      | No clasificó      | No clasificó      | No clasificó      | No clasificó      | No clasificó      | No clasificó      | No clasificó      |
| Indonesia 2023              | No clasificó      | No clasificó      | No clasificó      | No clasificó      | No clasificó      | No clasificó      | No clasificó      | No clasificó      |
| Total                       | 1/19              | 66.º              | 4                 | 1                 | 0                 | 3                 | 1                 | 8                 |

### Campeonato Africano Sub-17
| CAF U-17 Championship | CAF U-17 Championship    | CAF U-17 Championship    | CAF U-17 Championship    | CAF U-17 Championship    | CAF U-17 Championship    | CAF U-17 Championship    | CAF U-17 Championship    |
| Año                   | Ronda                    | J                        | G                        | E                        | P                        | GF                       | GC                       |
| --------------------- | ------------------------ | ------------------------ | ------------------------ | ------------------------ | ------------------------ | ------------------------ | ------------------------ |
| 1995                  | No participó             | No participó             | No participó             | No participó             | No participó             | No participó             | No participó             |
| 1997                  | No participó             | No participó             | No participó             | No participó             | No participó             | No participó             | No participó             |
| 1999                  | No participó             | No participó             | No participó             | No participó             | No participó             | No participó             | No participó             |
| 2001                  | No participó             | No participó             | No participó             | No participó             | No participó             | No participó             | No participó             |
| 2003                  | No participó             | No participó             | No participó             | No participó             | No participó             | No participó             | No participó             |
| 2005                  | No participó             | No participó             | No participó             | No participó             | No participó             | No participó             | No participó             |
| 2007                  | No participó             | No participó             | No participó             | No participó             | No participó             | No participó             | No participó             |
| 2009                  | Descalificado del torneo | Descalificado del torneo | Descalificado del torneo | Descalificado del torneo | Descalificado del torneo | Descalificado del torneo | Descalificado del torneo |
| 2011                  | No participó             | No participó             | No participó             | No participó             | No participó             | No participó             | No participó             |
| 2013                  | No clasificó             | No clasificó             | No clasificó             | No clasificó             | No clasificó             | No clasificó             | No clasificó             |
| 2015                  | Fase de grupos           | 3                        | 1                        | 0                        | 2                        | 3                        | 5                        |
| 2017                  | Cuarto lugar             | 5                        | 1                        | 2                        | 2                        | 5                        | 7                        |
| 2019                  | No clasificó             | No clasificó             | No clasificó             | No clasificó             | No clasificó             | No clasificó             | No clasificó             |
| 2023                  | No clasificó             | No clasificó             | No clasificó             | No clasificó             | No clasificó             | No clasificó             | No clasificó             |
| Total                 | 2/14                     | 8                        | 2                        | 2                        | 4                        | 8                        | 12                       |